# Испанская Гвинея
Испанская Гвинея (исп. Guinea Española) — одна из существовавших в XX веке испанских колоний в Африке. Объединяла испанские владения, находившиеся в районе Гвинейского залива, существовавшие с 1778 по 1968 годы.
Колония была образована в 1926 году путём объединения в единую структуру колоний Рио-Муни, Фернандо-По, Элобей, Аннобон и Кориско. Испанское королевство не было заинтересовано в развитии инфраструктуры колонии, но заложила большие плантации какао на острове Биоко, куда были завезены тысячи рабочих из Британской Нигерии.
В июле 1936 года, когда в Испании началась гражданская война, колония осталась верной мадридскому правительству, однако 18 сентября на острове Фернандо-По восстала Колониальная гвардия, выступившая на стороне Франко, и взяла остров под свой контроль. 14 октября мятежники высадились в материковой части и захватили всю колонию.
В 1959 году испанские владения в Гвинейском заливе получили статус заморских территорий Испании под названием «Экваториальный регион Испании», и были разделены на провинции Фернандо-По и Рио-Муни. В декабре 1963 года обе провинции были объединены в «Экваториальную Гвинею», которой была предоставлена ограниченная автономия. В 1968 году под давлением местных националистов и Организации Объединённых Наций Испания предоставила Экваториальной Гвинее независимость.